# Assimilação cultural
Assimilação cultural ou assimilação social é o processo pelo qual pessoas ou grupos de pessoas adquirem características culturais de outros grupos sociais. O termo é algumas vezes utilizado em relação a imigrantes de vários grupos étnicos que se estabeleceram em uma região. Novos costumes e atitudes são adquiridos através do contato e comunicação, no qual cada grupo de imigrantes contribui com um pouco de seu próprio traço cultural na nova sociedade. A assimilação cultural normalmente envolve uma mudança gradual e ocorre em vários níveis, tornando-se completa quando novos membros da sociedade se tornam irreconhecíveis em relação aos antigos.

## Processo

### Conquista militar
Com a romanização, os povos conquistados pelos romanos entravam em contato com seus elementos culturais. Havia uma troca entre as culturas e ambos os povos eram influenciados.
Outro exemplo deste processo, o descobrimento da América e a conquista dos ameríndios que viviam no continente levou a uma europeização forçada das regiões colonizadas no Novo Mundo. Essa europeização é entendida especialmente com
a imposição do idioma castelhano e português e da religião católica, vistos como garantia de integração à civilização de que derivam a Espanha e as demais potências europeias na América. O mesmo processo acontece nas conquistas imperialistas europeias da África, Ásia e Oceania. Porém, como no caso da romanização, há sempre assimilação cultural por ambos os lados.
Dentro do território europeu existem casos de conquistas militares e culturais, como as conquistas napoleônicas, o processo de unificação da Espanha depois da expulsão dos judeus no século XV e dos árabes nos séculos XV-XVII, a formação do Sacro Império Romano Germânico e outros casos.

### Assimilação de imigrantes
Assimilação cultural se dá também com a chegada dos imigrantes e refugiados a outras nações. O processo pode ser complexo, porque nem sempre estes grupos desejam assimilar a cultura do país onde se encontram, preferindo defender os costumes próprios de seu lugar de origem. Isto pode trazer a eles dificuldades na integração à sociedade, tendo como consequência a marginalização e a rejeição por parte da população do país que os recebe. Outros realizam o processo de assimilação de maneira parcial e pragmática, ou seja, assumem os elementos culturais dominantes na sociedade e conservam suas manifestações próprias no âmbito privado. As populações imigrantes podem ainda se mostrar completamente abertos a assumir a cultura que os acolhe e se esquecem de suas origens, chegando inclusive a renegá-las. A segunda geração geralmente é mais aberta a esta assimilação, já que nasceram dentro da cultura dominante e possuem pouco vínculo com seu lugar de origem.
Na contemporaneidade, este tema é comum em países industrializados onde chegam ondas de imigração oriundas de vários países. A grande população recém-chegada constitui uma importante força de trabalho, trazendo consigo suas manifestações culturais e seus idiomas. Uma vez inseridos na sociedade, estes grupos transformam completamente o país que os acolheu, gerando uma série de novas questões a serem pensadas. Este caso pode ser observado no final do século XIX, quando milhares de pessoas deixam a Europa e se destinam aos Estados Unidos para trabalhar nas indústrias.
A assimilação cultural de grupos que guardam raízes culturais ancestrais, como por exemplo os povos latinos ou anglo-saxões é mais rápida que aqueles que tem maior diferença histórica. Por esta razão, a assimilação dos latino-americanos na Espanha ou na Itália é mais rápida do que a de imigrantes marroquinos ou paquistaneses.
Pode-se falar também em assimilação recíproca quando os hábitos culturais de duas populações de origens distintas, quando postas em contato direto, se influenciam reciprocamente, formando novos hábitos culturais mistos.